# Lista episoadelor din Zack și Cody, ce viață minunată (Sezonul 2)
| România | România | România  | România          | România        |
| Sezon   | Sezon   | Episoade | Primul episod    | Ultimul episod |
| ------- | ------- | -------- | ---------------- | -------------- |
|         | 2       | 39/ 39   | 6 februarie 2010 | 12 mai 2011    |

| Statele Unite | Statele Unite | Statele Unite | Statele Unite    | Statele Unite  |
| Sezon         | Sezon         | Episoade      | Primul episod    | Ultimul episod |
| ------------- | ------------- | ------------- | ---------------- | -------------- |
|               | 2             | 39            | 3 februarie 2006 | 2 iunie 2007   |

- Sezonul 2 este alcătuit din 39 de episoade.
- Cole și Dylan Sprouse apar în toate episoadele.
- Ashley Tisdale este abesentă pentru 1 episod.
- Brenda Song este absentă pentru 2 episoade.

| # | # / Sezon | Titlu | Regizat de       | Scris de                            | Premieră originală | Premieră, România  | Cod |
| --- | --------- | --- | ---------------- | ----------------------------------- | ------------------ | ------------------ | --- |
| 27 | 1         | „Cupluri ciudate” „Odd Couples” | Danny Kallis     | Adam Lapidus                        | 3 februarie 2006   | 6 februarie 2010   | 203 |
| London îl place pe un bursier (Zac Efron), și Maddie o ajută să îl facă să creadă că e deșteaptă. Cody se mută în dulap, pentru că Zack e prea dezordonat și nu își curăță partea lui de cameră. Spre surpriza lui Zack, Cody face cămara să pară mai primitoare punând un televizor LCD și multe altele. Invitat special: Zac Efron ca Trevor |           | |                  |                                     |                    |                    |     |
| 28 | 2         | „O franțuzoaică” „French 101” | Rich Correll     | Jim Geoghan                         | 10 februarie 2006  | 13 februarie 2010  | 201 |
| Ambasadorul Franței și fiica sa Jolie stau la Hotelul Tipton, și amândoi, Zack și Cody, o plac, cu toate că niciunul nu știu franceză. Esteban nu reușește să ia poșeta de la un hoț dar London reușește să îl pună pe hoț la pământ cu ușurință. Esteban își pierde încrederea în el. Invitat special: Katelyn Pippy |           | |                  |                                     |                    |                    |     |
| 29 | 3         | „La Grădinița” „Day Care” | Jim Drake        | Jeff Hodsden                        | 17 februarie 2006  | 20 februarie 2010  | 204 |
| Maddie trebuie să aibă grijă de niște copii de grădiniță, dar are o problemă de familie și Zack și Cody o înlocuiesc. Însă lucrurile se complică atunci când copiii fug prin hotel. Între timp Dl. Moseby, Carey și London merg la cursul de yoga, dar London nu este mulțumită de profesoara lor și decide să țină ea cursul. Invitați speciali: Moises Arias ca Rendel, Joey King |           | |                  |                                     |                    |                    |     |
| 30 | 4         | „Bucătăria groazei” „Heck's Kitchen” | Rich Correll     | Pamela Eells O'Connell              | 24 februarie 2006  | 27 februarie 2010  | 207 |
| Dl Moseby a auzit un zvon cum că un renumit critic culinar va veni la Hotelul Tipton,dar că va fi deghizat. Așa că îi pune pe Zack si Cody să îl găsească . Ei se înșală, crezând că criticul este un cowboy și încearcă să-i pregătească cea mai gustoasă cină. Dar bucatarul Paollo împreuna cu toata echipa sa de bucătari demisionează, fiindcă cățelușa lui London, Ivana, nu îi plăcea mâncarea făcută de el. Așa că dl Moseby găsește altă echipă de bucatari: Zack, Cody, Carey, Maddie și London, bucătarul șef fiind Cody, care învățase să facă puiul Paollo. Când află că de fapt cowboy-ul nu era acel critic, îi mai cer o șansă criticului adevarat.                              |           | |                  |                                     |                    |                    |     |
| 31 | 5         | „Eliberați-l pe Tippy!” „Free Tippy” | Rich Correll     | Jeny Quine                          | 3 martie 2006      | 5 iunie 2010       | 202 |
| Zack și Cody vor să îl păstreze pe calul Tippy prin hotel, dar domnul Moseby nu vrea. Ei îl ascund la Arwin peste noapte dar el se răăacește prin hotel, Zack și Cody fiind nevoiți să-l găsească până când nu-l găsește Moseby. La sfârșit, Moseby primește un apel de la domnul Tipton și păstrează calul. Între timp, Maddie și London se ceartă din cauză că Maddie vrea o manșetă , dar London îi cumpără altceva pentru că se tot gandește la ea. London își amintește că l-a scăpat în gunoi și trebuie să-și petreacă toată noaptea cu Arwin în tomberon. |           | |                  |                                     |                    |                    |     |
| 32 | 6         | „Prefăcătorii” „Forever Plaid” | Jim Drake        | Tim Pollock                         | 20 martie 2006     | 6 iunie 2010       | 205 |
| Moseby este supărat de absențele lui London, apoi a trimis-o la școala lui Maddie dar London o considera o închisoare că nu-i place deloc acolo dar avea admiratoare, dar una a revenit fana lui London dar London trebuia să se ducă la o prezentare de modă în New York City dar nu e diferență orară între Boston și New York dar Maddie și London se îmbracă ca măicuțele dim Finlanda, dar London a ieșit din arest. |           | |                  |                                     |                    |                    |     |
| 33 | 7         | „Alegeri” „Election” | Rich Correll     | Howard Nemetz                       | 21 martie 2006     | 12 iunie 2010      | 206 |
| Cody a vrut să candideze la alegerile școlare ca să facă școala mai bună dar a început și Zack să candideze la alegerile școlare cu ajutorul lui London, dar ea are un IQ - 0 dar Maddie îl ajută pe Cody dar și Bob a candidat, era și sora lui. Agnes a ținut numărarea voturilor pentru că directorul și-a pierdut hainele. În final Cody a câștigat alegerile cu ajutorul lui Arwin. Invitați Speciali: Brian Stepanek ca Arwin, Charlie Stewart ca Bob, Alison Stoner ca Max, Allie Grant ca Agnes. |           | |                  |                                     |                    |                    |     |
| 34 | 8         | „Fratele mai mare al lui Moseby” „Moseby's Big Brother”                                                                                        | Rich Correll     | Howard Nemetz                       | 22 martie 2006     | 13 iunie 2010      | 212 |
| Fratele mai mare al lui Moseby, Spencer vine în vizită la Tipton, dar el îi spune Tipto(n), pentru că litera N s-a stricat, Zack și Cody vor noi biciclete, dar au primit unele noi acum 8 ani, și pentru că e doar una Cody a făcut un Orar de ture, doar Zack s-a plimbat cu ea, apoi Cody și Dl.Moseby se răzbună pe Zack și Spencer. Cody a început să se dea cu bicicleta. Note: Aceasta este a doua oară când Zack și Cody cer noi biciclete, prima dată au cerut în episodul 2 Cea mai frumoasă dintre toate. |           | |                  |                                     |                    |                    |     |
| 35 | 9         | „Cărți și case pentru păsărele” „Books & Birdhouses”                                                                                           | Rich Correll     | Jim Geoghan                         | 23 martie 2006     | 19 iunie 2010      | 214 |
| Cursul de știință al lui Cody a fost anulat fiind că la curs doar el a fost prezent, așa că a fost înscris la atelier, acolo unde se află cursul lui Zack, când a plecat profesorul, Zack ținea cursul, Cody a luat o notă mică de la Zack. Întretimp la atelier, Bob a făcut un scaun pe care scria Bunicuțul. Zack a luat 10, Cody dacă a făcut o casă pentru păsări, ia 4, dacă este o roabă, ia 7. |           | |                  |                                     |                    |                    |     |
| 36 | 10        | „16 ani nu prea dulci” „Not So Suite 16” | Rich Correll     | Adam Lapidus                        | 24 martie 2006     | 20 iunie 2010      | 213 |
| Maddie își face ziua de 16 ani dar din cauza aparatului lui Liam, Maddie își face ziua la azilul bătrânilor din cauza că aparatul lui Liam se va cumpăra cu banii lui Maddie de petrecere.Întretimp London își face ziua de 16 ani în stil modern, dar ziua ei a fost acum șase luni. Maddie nu s-a distrat până când a venit Zack, dar a luat cadoul lui Cody. London nu s-a distrat pentru că nu avea voie să intre. În final, s-au distrat toți. Invitat Spacial: Cody Arens ca Liam |           | |                  |                                     |                    |                    |     |
| 37 | 11        | „Gemeni la Tipton” „Twins at the Tipton” | Rich Correll     | Pamela Eells O'Connell              | 31 martie 2006     | 26 iunie 2010      | 215 |
| Dl. Moseby a stabilit un concurs de Gemeni, Cody a plâns deoarece prietena s-a ia dat papucii dar Zack a dat o întâlnire dublă cu gemene britanice, Maddie și London cu gemeni diferiți. Mai târziu, Cody se simțea mai bine. |           | |                  |                                     |                    |                    |     |
| 38 | 12        | „Nici sa iei, nici sa dai bani cu imprumut” „Neither a Borrower nor a Speller Bee”                                                             | Lex Passaris     | Lloyd Garver                        | 14 aprilie 2006    | 27 iunie 2010      | 209 |
| Zack vrea ca, Cody sa piarda concursul de silabisit pentru ca el ii datoreaza celuilalt concurent 30 de dolari. London si Maddie fac munca in folosul comunitatii. London observa ca prietena sa apare in ziar asa ca, cheama paparazzi. Sora Dominique ii acorda atentie lui London, pe cand Maddie, Corrie si Mary-Margaret sunt cele care fac toata treaba. Ca rezultat, Maddie se supara. |           | |                  |                                     |                    |                    |     |
| 39 | 13        | „Bowling” „Bowling” | Rich Correll     | Danny Kallis                        | 28 aprilie 2006    | 3 iulie 2010       | 208 |
| Cand personalul de la Tipton continua sa piarda la sport in fata Ilsei si personalului de la hotelul St. Mark, Zack le spune ca este un bun jucator de bowling asa ca decid sa joace bowling impotriva lor. Arwin are teama de bowling si renunta. Zack este cel mai bun jucator din echipa Tipton dar este pedepsit pentru ca se poarta urat cu Cody si nu-si poate ajuta echipa in meciul impotriva hotelului St. Mark. Arwin trebuie sa joace indiferent de accidentele neplacute din urma cu cativa ani. Invitati speciali: Caroline Rhea, Dot Jones |           | |                  |                                     |                    |                    |     |
| 40 | 14        | „Baiatul de bani gata” „Kept Man” | Jim Drake        | Jeff Hodsden Tim Pollock            | 19 mai 2006        | 4 iulie 2010       | 216 |
| Zack se imprieteneste cu un baiat bogat numit Theo care ii da lucruri scumpe pentru a-i cumpara prietenia. Intre timp, Maddie si London trebuie sa aiba grija de un simulator de copii pentru scoala ce le tine treze toata noaptea. Maddie face toata treaba, iar London cumpara haine scumpe si il pune pe Esteban dadaca. |           | |                  |                                     |                    |                    |     |
| 41 | 15        | „Dulcele miros al excesului” „The Suite Smell of Excess”                                                                                       | Kelly Sandefur   | Billy Riback                        | 2 iunie 2006       | 10 iulie 2010      | 210 |
| Arwin construieste o masinarie numita P.U. care poate sa te duca intr-un univers paralel. Zack si Cody folosesc masina pentru a calatori intr-un univers unde totul este schimbat. Paris Hilton este presedinta, George Clooney este pe moneda, hotelul Tipton este hotelul Fitzpatrick pentru ca Maddie este cea desteapta, nu London. Carey este o cantareata de succes ce il are pe Arwin manager. Dl. Moesby este Dl. M si adora sa se joace in hol deranjand oaspetii. Mai tarziu Esteban este femeie de serviciu. Dupa ce petrec cateva zile acolo, baietii se intorc in universul real.                                                                                                   |           | |                  |                                     |                    |                    |     |
| 42 | 16        | „Goana după aur” „Going for the Gold” | Rich Correll     | Adam Lapidus                        | 10 iunie 2006      | 11 iulie 2010      | 221 |
| Arwin intra in competitia Invinerii de Hotel care are loc la Tipton. Zack si Cody descopera ca unul dintre competitori, Irv Weldon, triseaza asa ca ei il ajuta pe Arwin sa castige. London deschide propriul ei magazin de haine iar Maddie este angajata ei. |           | |                  |                                     |                    |                    |     |
| 43 | 17        | „Petrecerea cu ceai din Boston” „Boston Tea Party”                                                                                             | Rich Correll     | Pamela Eells O'Connell              | 30 iunie 2006      | 11 septembrie 2010 | 222 |
| Cand Zack si Cody viziteaza parcul, descopera ca acesta este incercuit. Apoi, muncitorul le spune ca vor taia copacul libertatii si vor transforma parcul intr-o parcare. Cody scrie o scrisoare de optsprezece pagini pentru a convinge primaria sa nu asfalteze parcul, dar ei nu asculta. Zack are un vis despre o Petrecere cu ceai din Boston si afla ca Parcul Libertatii este locul unde a avut loc. |           | |                  |                                     |                    |                    |     |
| 44 | 18        | „Drum bun” „Have a Nice Trip” | Rich Correll     | Jeny Quine                          | 7 iulie 2006       | 18 iulie 2010      | 219 |
| Patronul unui hotel pretinde ca a cazut pe skateboardul lui Zack. Zack si Cody descopera ca nu a fost accidentat cu adevarat, ci doar inccerca sa ia lucruri gratis de la hotel. Angajatii hotelului il servesc pe ranit cu tot ce au mai bun sau reputatia hotelului va fi distrusa. |           | |                  |                                     |                    |                    |     |
| 45 | 19        | „Întreabă-l pe Zack” „Ask Zack” | Eric Dean Seaton | Billy Riback                        | 15 iulie 2006      | 24 iulie 2010      | 224 |
| Zack vrea o slujba la ziarul scolii pentru ca cealalta era la orchestra. El foloseste o rubrica a ziarului (Intreab-o pe Shirley) pentru a obtine o intalnire cu o fata. London nu poate sa doarma pentru ca are diamante sub saltea. |           | |                  |                                     |                    |                    |     |
| 46 | 20        | „Așa de minunata viață a Hannei Montana” (Partea a doua din "Așa de minunata viață a Hannei Montana") „That's So Suite Life of Hannah Montana” | Rich Correll     | Howard Nemetz                       | 28 iulie 2006      | 31 iulie 2010      | 218 |
| Raven Baxter viziteza hotelul Tipton si are o viziune ca la aniversarea lui Carey va fi haos. Maddie incearca sa o faca pe London sa poarte rochia lui Raven, dar London nu vrea pentru ca nu este confectionata de un nume faimos. |           | |                  |                                     |                    |                    |     |
| 47 | 21        | „Am facut-o lata.” „What the Hey?” | Lex Passaris     | Danny Kallis                        | 5 august 2006      | 11 decembrie 2010  | 217 |
| 48 | 22        | „Cosmarul unei nopti de vara” „A Midsummer's Nightmare”                                                                                        | Lex Passaris     | Jeny Quine                          | 11 august 2006     | 15 mai 2010        | 211 |
| Zack si Cody joaca intr-o piesa. Cody formeaza un cuplu cu Gwen iar Zack o place pe Vanessa. Zack primeste rolul în care el trebuie sa o sarute pe Gwen. Cand ei exerseaza sarutul Gwen incepe sa-l place pe Zack, dar Zack nu o place pe ea. Vanessa il place pe Cody. Cody schimba scena sarutului cu ajutor de la Agnes (deoarece ea nu il poate vedea pe Zack sarutandu-se cu o alta fata). London schimba infatisarea hotelului folosind Feng Shui. Invitați speciali: Chris Doyle ca mesager, Gage Golightly ca Vanessa, Selena Gomez ca Gwen, Allie Grant ca Agnes, Ernie Grunwald ca Dl. Forgess, Asante Jones ca G-Man, Loren Lester, Adrian R'Mante ca Esteban, Charlie Stewart ca Bob |           | |                  |                                     |                    |                    |     |
| 49 | 23        | „Pierdut în traducere” „Lost in Translation”                                                                                                   | Rich Correll     | Danny Kallis                        | 19 august 2006     | 12 decembrie 2010  | 223 |
| 50 | 24        | „Volley cu Tata” „Volley Dad” | Kelly Sandefur   | Adam Lapidus                        | 8 septembrie 2006  | 13 noiembrie 2010  | 227 |
| 51 | 25        | „Concurs de Dans” „Loosely Ballroom” | Rich Correll     | Jeny Quine                          | 22 septembrie 2006 | 12 decembrie 2010  | 225 |
| 52 | 26        | „Filmul de groază” „Scary Movie” | Rich Correll     | Pamela Eells O'Connell              | 13 octombrie 2006  | 14 noiembrie 2010  | 228 |
| 53 | 27        | „Ah! Pustietate!” „Ah! Wilderness!” | Rich Correll     | Danny Kallis Jim Geoghan            | 10 noiembrie 2006  | 10 ianuarie 2011   | 230 |
| 54 | 28        | „Pasărea-om in Boston” „Birdman of Boston” | Rich Correll     | Jim Geoghan                         | 24 noiembrie 2006  | 11 ianuarie 2011   | 220 |
| 55 | 29        | „Asistenta Zack” „Nurse Zack” | Rich Correll     | Danny Kallis                        | 8 decembrie 2006   | 12 ianuarie 2011   | 229 |
| 56 | 30        | „Clubul geamăn” „Club Twin” | Lex Passaris     | Howard Nemetz                       | 7 ianuarie 2007    | 13 ianuarie 2011   | 231 |
| Guest star: Alyson Stoner as Max |           | |                  |                                     |                    |                    |     |
| 57 | 31        | „Riscă tot” „Risk It All” | Rich Correll     | Danny Kallis Jim Geoghan            | 27 ianuarie 2007   | 14 ianuarie 2011   | 234 |
| 58 | 32        | „Istorie de pepită” „A Nugget of History” | Danny Kallis     | Dan Signer                          | 23 februarie 2007  | 8 aprilie 2011     | 236 |
| 59 | 33        | „Golf in miniatură” „Miniature Golf” | Jim Drake        | Jeny Quine                          | 2 martie 2007      | 31 martie 2011     | 232 |
| 60 | 34        | „Sănătate și fitness” „Health and Fitness” | Rich Correll     | Howard Nemetz                       | 16 martie 2007     | 1 aprilie 2011     | 226 |
| 61 | 35        | „Înapoi în joc” „Back in the Game” | Rich Correll     | Pamela Eells O'Connell Adam Lapidus | 6 aprilie 2007     | 17 martie 2011     | 237 |
| 62 | 36        | „Ce viață minunată la Hollywood, Partea 1” „The Suite Life Goes Hollywood, Part 1”                                                             | Rich Correll     | Danny Kallis Jim Geoghan            | 20 aprilie 2007    | 11 mai 2011        | 238 |
| 63 | 37        | „Ce viață minunată la Hollywood, Partea 2” „The Suite Life Goes Hollywood, Part 2”                                                             | Rich Correll     | Danny Kallis Jim Geoghan            | 20 aprilie 2007    | 11 mai 2011        | 239 |
| 64 | 38        | „Vreau la mumie” „I Want My Mummy” | Phill Lewis      | Pamela Eells O'Connell              | 18 mai 2007        | 18 martie 2011     | 235 |
| 65 | 39        | „Aptitudini” „Aptitude” | Danny Kallis     | Adam Lapidus                        | 2 iunie 2007       | 12 mai 2011        | 233 |